# 2. Brief des Paulus an Timotheus
| Neues Testament |
| --- |
| Evangelien |
| - Matthäus - Markus - Lukas - Johannes |
| Apostelgeschichte |
| Paulusbriefe |
| - Römer - 1. Korinther - 2. Korinther - Galater - Epheser - Philipper - Kolosser - 1. Thessalonicher - 2. Thessalonicher - 1. Timotheus - 2. Timotheus - Titus - Philemon - Hebräer |
| Katholische Briefe |
| - Jakobus - 1. Petrus - 2. Petrus - 1. Johannes - 2. Johannes - 3. Johannes - Judas                                                                                                 |
| Offenbarung |

Der 2. Brief des Paulus an Timotheus, kurz auch 2. Timotheus genannt, ist ein Buch des Neuen Testaments der christlichen Bibel. Er wird seit dem Mittelalter in vier Kapitel unterteilt.
Die Verfasserschaft des Paulus wird heute vielfach bestritten, siehe Pastoralbriefe.

## Inhalt

### Kapitel 1
Präskript, Ermahnungen. Erwähnt wird der Glaube der Vorfahren des Timotheus, der Mutter Eunike und der Großmutter Loïs (2 Tim 1,3–5 ). Einige  Exegeten sind der Ansicht, dass dies nicht zu den Anfängen der christlichen Gemeinden passt und auf spätere Verfassungszeit hindeuten würde. Allerdings ist hier der jüdische Glaube der Eunike gemeint, die für Timotheus prägend gewesen ist, während sein Vater Grieche war (Apg 16,1 ).

### Kapitel 2
Ermunterung in Kampf und Leiden, Warnung vor Streitigkeiten und Irrlehren.

### Kapitel 3
Ausführungen über die Endzeit, Mahnung, der Lehre des Paulus zu folgen. Darin enthalten sind Ausführungen über die Schrift, die schon eine Form der Kanonisierung und eine Sammlung der Paulusbriefe voraussetzen. (2 Tim 3,14–16 )

### Kapitel 4
Fortsetzung der Lehre des Paulus, Hinweise auf den baldigen Tod des Paulus, dabei wird so formuliert, als ob es bereits geschehen ist (2 Tim 4,6–7 ), Warnung vor bestimmten Personen und Hinweise auf 15 Mitarbeiter des Paulus (2 Tim 4,9–21 ).